# Andreas Forkman
Andreas Petersson Forkman, född den 6 maj 1858 i Förkärla socken, död den	21 juli 1945 i Klippans församling, Kristianstads län, var en svensk präst. Han var måg till Anders Mauritzson samt far till Gunnar och Helge Forkman.
Efter studier i Karlskrona blev Forkman 1881 student vid Lunds universitet, där han avlade teologisk-filosofisk examen 1883, teoretisk teologisk examen 1885 och praktisk teologisk examen 1886. Han prästvigdes sistnämnda år. Forkman blev domkyrkovicepastor i Lund 1902 och kyrkoherde i Gråmanstorps församling samma år, med tillträde 1904. Han var inspektor för Klippans samrealskola från 1931.